# Jaren Sina
Jaren Sina (Figueira da Foz, 12 marzo 1994) è un ex cestista e allenatore di pallacanestro kosovaro con cittadinanza statunitense.
Nato in Portogallo da Jill e Mergin Sina. Jaren nacque nel periodo in cui Mergin giocava in Portogallo.

## Carriera
Dal 2015 è membro della nazionale kosovara.

## Palmarès
- Campione NIT (2016)